# Slaník
Slaník är en ort i Tjeckien.   Den ligger i regionen Södra Böhmen, i den centrala delen av landet, 100 km söder om huvudstaden Prag. Slaník ligger 399 meter över havet och antalet invånare är 125.
Terrängen runt Slaník är huvudsakligen platt, men åt sydväst är den kuperad. Slaník ligger nere i en dal som går i öst-västlig riktning. Runt Slaník är det ganska glesbefolkat, med 38 invånare per kvadratkilometer. Närmaste större samhälle är Strakonice, 3,6 km väster om Slaník. Trakten runt Slaník består till största delen av jordbruksmark.